# Lorraine Gray
Lorraine Gray (geboren am 14. September 1951 in Washington, D.C., USA) ist eine US-amerikanische Filmregisseurin, Filmproduzentin, Kamerafrau und Pressefotografin.

## Leben und Werk
In den frühen 1970er Jahren war Lorraine Gray als Photojournalistin tätig, zeitweise freiberuflich, zeitweise aber auch festangestellt, zum Beispiel im Washingtoner Büro der New York Times oder für Zeitungen wie The Washingtonian oder Education Today. Sie war Koproduzentin bei dem Dokumentarfilm The Emerging Woman, bei dem sie in der Recherche und möglicherweise auch als Kamerafrau mitarbeitete. Durch diese Betätigung wurde ihr bewusst, dass die Geschichte von Frauen in US-amerikanischen Gewerkschaften so gut wie nicht erforscht war. Deswegen, und auch weil ihre Familie gewerkschaftlich engagiert war (ihr Großvater väterlicherseits war Präsident einer Vereinigung von Bahnarbeitern gewesen und auch die Familie ihrer Mutter war an Arbeitskämpfen beteiligt), beschloss sie, dieses Thema zu erforschen. Dazu nahm sie Abendkurse, bei denen sie Lyn Goldfarb kennenlernte. Mit ihr zusammen gründete sie 1975 das Women’s Labour History Film Project, dessen Direktorin sie auch wurde. 1978 veröffentlichten die beiden zusammen mit Anne Bohlen den Dokumentarfilm Mit Baby und Banner über die Rolle der Women’s Emergency Brigade beim Streik von Flint 1936/37. Lorraine Gray war die Regisseurin des Films. 1986 folgte The Global Assembly Line über die Arbeitsbedingungen von Arbeiterinnen in Betrieben, die von US-amerikanischen Firmen außerhalb der USA geleitet werden. Auch bei diesem Film war sie Regisseurin und Produzentin. Beide Filme wurden vom Women’s Labour History Film Project herausgegeben und vertrieben.
Lorraine Gray zog als Directing Fellow des American Film Institutes nach Los Angeles. Sie lehrte zwei Jahre Regie und Produktion an der University of Southern California School of Cinema-Television. Danach arbeitete sie für verschiedene Fernsehsender wie den Disney Channel, NBC, USA Network oder TNT. So war sie zum Beispiel als Associate Producer an dem Film Ruhm und Ehre beteiligt.
Lorraine Gray ist die Schwester des Musikers Steven L. Gray, der auch für die Musik in Mit Baby und Banner verantwortlich war. Ihr Vater war der Psychoanalytiker Paul Gray.

## Auszeichnungen und Nominierungen
Für Mit Baby und Banner war Lorraine Gray zusammen mit Anne Bohlen und Lyn Goldfarb 1979 für einen Oscar in der Kategorie Bester Dokumentarfilm nominiert. Für diesen Film wurde sie zudem beim American Film Festival 1979 mit dem Emily Award und dem John Grierson Award, sowie mit dem Alfred I. duPont–Columbia University Award ausgezeichnet.
1987 erhielt sie zusammen mit Anne Bohlen und Patricia Fernández-Kelly für The Global Assembly Line einen News & Documentary Emmy Award in der Kategorie Herausragende Informations-, Kultur- oder Geschichtssendung.
Zudem wurde ihr für ihre Arbeit als Pressefotografin der erste Preis für General News Photography der Virginia Press Association zuerkannt.